# Социологија феминизма
Социологија феминизма је конфликтна теорија и теоријска перспектива која посматра род у односу на моћ, како на нивоу интеракције лицем у лице и рефлексивности унутар друштвене структуре уопште. Фокуси се укључују у сексуалну оријетнацију, расу, економски статус и националност.
У сржи феминистичке социологије је идеја системског угњетавања  жена и историјске доминације мушкараца у већини друштава:'патријархата'. Међутим, феминистичка мисао има богату историју, која се може сврстати у три 'таласа'. Тренутни 'трећи талас' наглашава појмове глобализације, постколонијализма, постструктурализма и постмодернизма. Савремена феминистичка мисао често је покушавала да уклони све генерализације у погледу пола и рода, уско повезане са антихуманизмом, постхуманизмом, квир теоријом и радом Мишела Фукоа.
Феминистичка теорија -рад Шарлоте Перкинс Гилман1860-1935 помогао је да успостави феминистичку теорију током 1960-их година. Одрастала је против традиционалних ставова које је друштво поставило сконцентришући се на читање и концепте учења који се разликују од жена које су научене да буду домаћице. Њен главни фокус био је на родној неједнакости између мушкараца и жена, као и на родним улогама које је поставило друштво. Она је нагласила како диференцијална социјализација доводи до родне неједнакости. Ипак, сложила се да постоји биолошка разлика између мушкараца и жена.
Делови њеног истраживања укључују теоријску оријентацију вишедимензионалног приступа полу и детаљније разматрају у својој књизи Жене и економија. Због родних улога, она верује да се жене претварају да живе одређеним животом како не би оствариле свој пуни потенцијал живећи улогу домаћице.
На крају, Гилман га описује као социобиолошку трагедију јер се жене занемарују као део идеологије опстанка најспособнијих. Уместо тога, жене се сматрају меким и слабим појединцима који су добри само из производних разлога. Гилманово истраживање је спроведено у време када су жене биле нечувене као социолози; Живела је у време када жене нису имале ни право гласа. Њена истраживања помажу у стварању ефекта таласања заједно са другим женским социолозима који помажу да се асфалтирани талас за феминизам, феминисткиње и концепте повеже са феминистичком теоријом.

### Историјски контекст феминистичке социологије
Студија социологије била је углавном фокусирана на мушкарце све до 1970-их, када је социолошко размишљање почело да се мења како би се фокусирало и на жене. Године 1963. Закон о једнаким платама, које је потписао Џон Ф. Кенеди, забранио је неједнакост плата на основу пола . Закон о једнаким платама био је један од првих начина на који су САД почеле да мењају свој менталитет о женским правима и како би жене требало да се третирају на радном месту и у друштву. Многе жене су се 70-их година бориле за право диктирања онога што се дешава њиховом телу као што је успостављање легалних абортуса као и нелегална присилна стерилизација. То је променило начин на који су Американци гледали жене а земља се почела мењати како би омогућила женама да имају већу контролу над својим телима.
Ова друштвена промена је довела до промене у односу на телесну аутономију и границе унутар радног места и током целог живота. Почећи од средине 90-их жене су почеле да износе притужбе на сексуално узнемиравање и наводе о сексуалном злостављању против својих мушких колега, што је довело до драстичног померања повећаног броја жена које су заузеле став против сексуалног насиља што је довело до тога да друштво препознаје постојање фундаменталног проблема сексуалног узнемиравања. Ово је, заузврат, довело до новог покрета у последњих неколико година званог ″Ја такође″ покрет који је многе жене навео да излазе са својим властитим причама и сусретима, показујући обим сексуалног узнемиравања који погађа жене широм света.

### Утицаји модерних фигура на феминистичку социологију
Малала Јусуфзаи је најмлађа добитница Нобелове награде за мир, коју је добила 2014. године за борбу и ризиковање свог живота, тако да би све девојке имале право на образовање (Чињенице Нобелове награде) . Малала Јусуфзаи је одрасла у Пакистану и школовала се у школи свог оца. У њеној земљи девојке су се ретко образовале и учествовале као радна снага. Када је Малала имала 11 година, њену земљу је преузео Талибан, радикална исламска група, која је почела присиљавати жене да напусте школе . Малала је почела свој протест тако што је говорила против овог закона и окупила све девојке да имају право на образовање. То ју је учинило метом Талибана и са 15 година је рањена у покушају да ућутка своје активистичке погледе. Она је преживела и стекла популарност широм света. Сада промовише феминизам у областима којима је то најпотребније, фокусирајући се на образовање жена охрабрујући жене да напредују у радној снази, посебно на Блиском истоку.
Џамела Џамил је активиста као и глумица која користи своју платформу за ширење позитивних порука о женама које треба да се реше комплекса о свом физичком изгледу. Дискутовала је како проблеми као што су фотошопирање и улепшавање женских слика које имају токсични утицај на младе девојке и могу довести до поремећаја у исхрани. Она верује да медији морају представити како жене заиста изгледају и да то треба прославити. Џамела Џамил је чак критиковала и друге инфлуенцере који тврде да шире позитивност тела промовишући лажне таблете за дијету и мењајући своје фотографије . Она се бори да забрани апликације које мењају изглед јер верује да ово нарушава ментално здравље младих девојака и смањује позитивност тела.
Ема Вотсон је британска глумица и феминисткиња која користи своју платформу за ширење свести о једнакости жена. Добила је титулу Амбасадора добре воље УН-а . Она је створила покрет ″Он за њу″, који за циљ има да се људе укључе у иницијативу за борбу за женску једнакост . У свом обраћању Уједињеним нацијама 2014. године она је говорила о својим акцијама у борби против ћенске неједнакости и како мушкарци и жене заједно треба да буду против тога . Вотсонова је присталица да се мушкарци и жене третирају једнако.

### Феминизам и расе
Многи феминистички социолози тврде да растуће феминистичко кретање не може више игнорисати интерсекционалност жена, посебно када је у питању раса. Због пораста популарности ове перспективе, дошло је до пораста транснационалних феминисткиња, а већи нагласак је стављен на идеју да феминизам није западно- оријентисана идеја и мора бити у стању да се прилагоди како би укључио контекст и компликације појединачне културе и њихове традиције . Овај интерсекционални приступ феминистичкој дозвољава тип ″брака″ између ″родне/расне/класне динамике″, уместо да искључује појединце различитих раса, етничких група, националности, друштвених слојева, рода, сексуалне оријентације или било којих других фактора . Жене које пате од угњетавања расе могу се наћи у двострукој вези. Однос између феминизма и расе био је у великој мери занемарен све док други талас феминисткиња није произвео већу литературу на тему ″црног феминизма″ .
Историјски, феминистички покрет и социолошки феминистички покрет вођени су женама из средње и више класе из претежно белих позадина, због чега друштвени трендови покрета у великој мери прелазе проблеме са којима се суочавају жене које се не уклапају у те тропе. Ово занемаривање питања интерсекционалних жена током историје феминистичког покрета је у великој мери последица непознавања проблема са којима се те жене суочавају и претпоставке да су проблеми белих жена у домовинама средње и више класа проблеми свих жена .
Међутим, неколико афроамериканки у области феминистичке теорије је имало кључну улогу у револуционирању области у којој раде. Инструментални допринос овој области био је темељни рад Кимберли Креншоу из 1989. године, ″демаргинализација интерсекције расе и пола: Црна феминистичка критика антидискриминацијске доктрине, феминистичке теорије антирасистичке политике″(Креншоу 1989). У њој се истиче начин на који су црне жене избрисане из феминистичке педагогије. Црне жене морају бити схваћене као да имају вишеструке индентитете који се међусобно укрштају и појачавају, два кључна искуства да су црне и да су жене. Штавише, црне жене пате и на расистичким и на сексистичким фронтовима, маргинализиране не само већим системима угњетавања, већ и постојећим феминистичким дискурсом који занемарује њихову интерсексуалност. Креншин рад је саставни део разумевања феминистичке социологије, јер се залагала за црну феминистичку мисао и јер је поставила блокове за будуће феминистичке социологе као што је Патриша Хил Колинс.
Ана Џулија Купер и Ајда Бел Велс-Барнет су афроамеричке жене које су имале значајну улогу у спровођењу многих истраживања и стварању вредних доприноса на пољу црног феминизма. ″Купер и Велс-Барнет су свесно црпиле своја животна искуства као афроамеричке жене да би развиле системску свест друштва и друштвених односа″. Као такве, те жене предсказују развој феминистичке социолошке теорије засноване на интересима жена на основу њихове боје коже.

### Феминизам и квер теорија
Модерна квер теорија покушава да уклони друштвене и контекстуалне елементе који јачају хетеронормативност оспоравајући репресивне институције на традиционалним бинарним разликама између мушкараца и жена, међу многим критикама. У том смислу, феминизиам и квер теорија се односе на исте начине на основу којих друштвене структуре насилно категоризују и бришу жене и ЛГБТ-а из друштвеног наратива. Кроз истраживачки процес ″како је родна тема постала предмет истраживања″, социолошки феминизам појачава родну бинарност. У зависности од тога, квер теорија оспорава традиционалне идеје рода кроз деконструкцију и недостатак прихватања дихотомије мушких и женских особина. У свом скорашњем раду ″Епистемологија субјекта: изазов теорије квера феминистичкој социологији″ 13 Мек Кен се суочава са теоријском перспективом и методологијом феминистичке социологије: ретко одражава флуидне, нестабилне и динамичне реалности тела и искустава. И ″утврдити″ се у предметну категорију, дакле, да се препише фиксност која искључује неке, често насилне начине (нпр. Они који су буквално избрисани зато што се њихова тела не уклапају у дискретну бинарност)″. Може се преобликовати поље, где би проширење граница на квер теорију ″развило нове и иновативне теоријске приступе истраживању и решавању неједнакости у друштву″ (Мек Кен 2016,237).

### Феминистичке критике мултикултурализма
Дебате у оквиру етничких односа, посебно у погледу супротстављених перспектива асимилације и мултикултурализма, довеле су до оптужбе да је феминизам неспојив са мултикултуралистичком политиком.
Феминисткиње имају много критичара који подржавају идеју мултикултурализма. Они верују да феминисткиње не би смеле да гурају своје погледе на друге културе зато што оне присиљавају друге на западне идеје. Феминисткиње широм света тврде да мушкарци у другим земљама злостављају жене, али би мушке елите оправдале своје кршење женских права тако што би предали као део своје културе (Молер Окин).
Задатак мултикултурализма је да омогући различитим културама да живе у западним друштвима, или одвојеним друштвима уопште, а јуедна могућа последица је да одређене религијске или традиционалне праксе могу негирати западне феминистичке идеале. Централне дебате укључују теме договореног брака и сакаћења женских гениталија. Други су тврдили да ове дебате потичу од западног оријентализма и опште политичке неспремности да прихвате стране мигранте.

#### Врсте феминизма
- Анархистички феминизам
- Либерални феминизам
- Културни феминизам
- Феминистички егистенцијализам
- Радикални феминизам
- Марксистички феминизам
- Секс-позитиван феминизам
- Психоаналитички феминизам
- Постмодерни феминизам
- Црни феминизам

## Напомена
1. ↑  Феномен изведен из праисторијскиx-хуманих образаца друштвеног понашања, посебно у вези са женско-мушким односом; као и значајна родна диференцијација у смислу физичких и менталних атрибута. Ова идеја о пореклу је кључна за прогресију ′једнаких′ идеала, који су нарасли да захвате низ друштвено важних неправди, али се често не схватају унутар психе појединца па се стога и не виде, концептуално од јавности; можда због одсуства унакрсног концептуалног, аналитичког начина размишљања.